# Square de la Montgolfière
Le square de la Montgolfière est un petit espace vert situé dans le quartier de la Maison-Blanche du 13e arrondissement de Paris.

## Situation et accès
Ce square est situé dans le quartier historique de la Butte-aux-Cailles, non loin de la place d'Italie. Le site est accessible par le 42, rue du Moulinet.
Il est desservi par la ligne 7 à la station Tolbiac.

## Historique
Le square a été aménagé en 1995. Le nom de « square de la Montgolfière » lui a été donné en souvenir du premier voyage « officiel » d'un être humain dans l'atmosphère. En effet, Pilâtre de Rozier et le marquis d'Arlandes, lors d'un voyage en montgolfière le 21 novembre 1783, atterrirent non loin de là à l'angle des actuelles rues Bobillot et Vandrezanne. Un monument élevé à cet emplacement rappelle d'ailleurs cet événement.

## Aménagements
Pentu et s'étendant sur 1 550 m2, le square présente plusieurs niveaux permettant de séparer les jeux pour enfants des jeux pour adolescents, et des parties plus au calme, notamment une pergola. Un dégagement entre les immeubles du quartier permet une vue sur la toiture de l'église Sainte-Anne de la Butte-aux-Cailles toute proche.

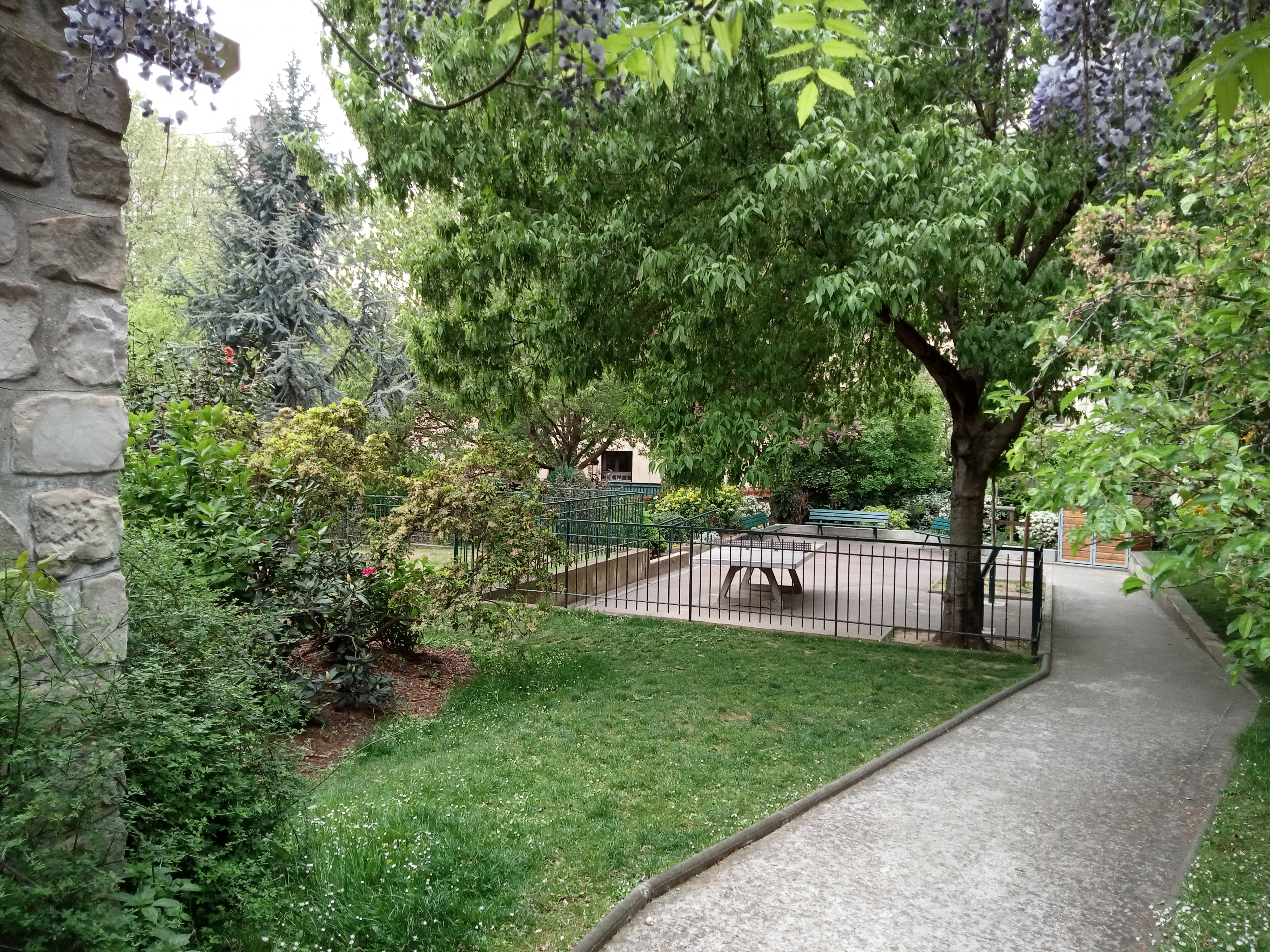
Le niveau haut (pergola) donnant sur les jeux.
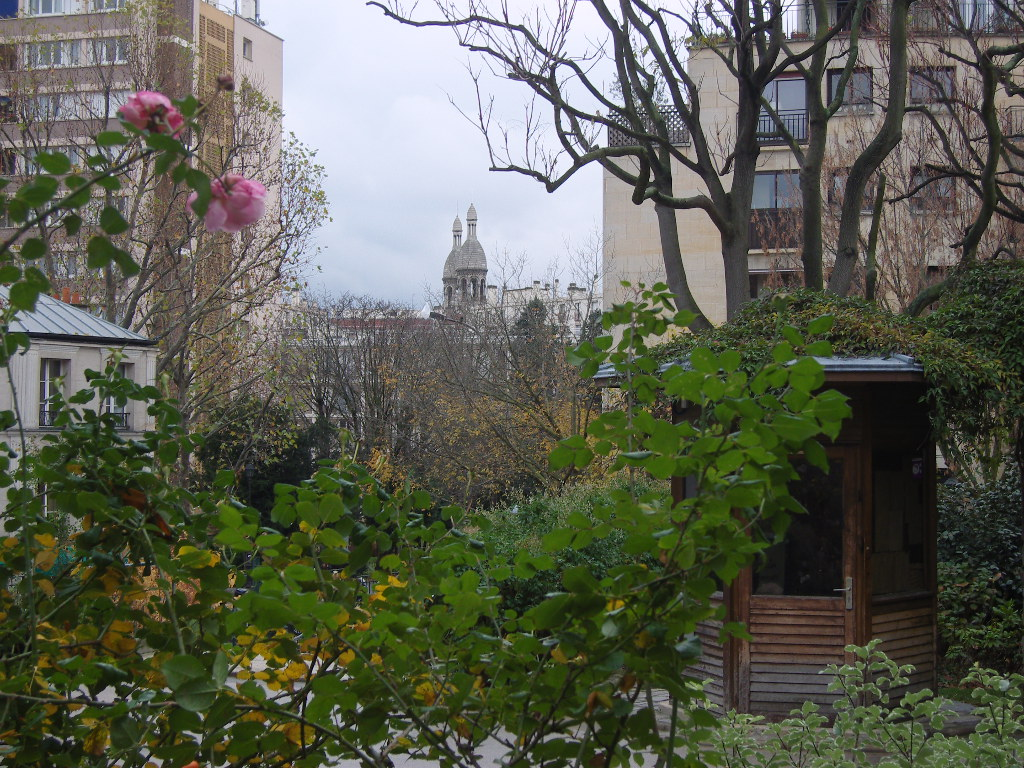
Au loin, vue sur l'église Sainte-Anne.